# Relais 4 × 400 mètres masculin aux Jeux olympiques d'été de 1948
Pour un article plus général, voir Athlétisme aux Jeux olympiques d'été de 1948.
Navigation
Berlin 1936 Helsinki 1952
L'épreuve du relais 4 × 400 mètres masculin aux Jeux olympiques de 1948 s'est déroulée les 6 et 7 août 1948 au Stade de Wembley de Londres, au Royaume-Uni. Elle est remportée par l'équipe des États-Unis (Arthur Harnden, Clifford Bourland, Roy Cochran et Mal Whitfield).

## Résultats

### Finale
| Rang               | Pays       | Athlètes                                                            | Temps        | Notes |
| ------------------ | ---------- | ------------------------------------------------------------------- | ------------ | ----- |
| Médaille d'or      | États-Unis | Clifford Bourland, Roy Cochran, Arthur Harnden, Mal Whitfield       | 3 min 10 s 4 |       |
| Médaille d'argent  | France     | Robert Chef d’Hôtel, Jean Kerébel, Jacques Lunis, Francis Schewetta | 3 min 14 s 8 |       |
| Médaille de bronze | Suède      | Folke Alnevik, Rune Larsson, Kurt Lundquist, Lars-Erik Wolfbrandt   | 3 min 16 s 0 |       |
| 4                  | Finlande   | Runar Holmberg, Bebbe Storskrubb, Tauno Suvanto, Olavi Talja        | 3 min 24 s 8 |       |
|                    | Jamaïque   | Leslie Laing, Herb McKenley, George Rhoden, Arthur Wint             |              | DNF   |
|                    | Italie     | Ottavio Missoni, Luigi Paterlini, Gianni Rocca, Antonio Siddi       |              | DNF   |